# 화문석

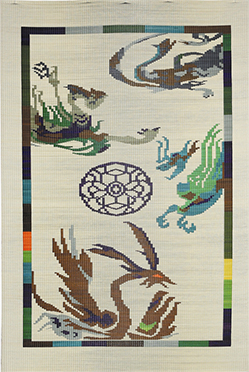

화문석(花紋席), 또는 초고(草藁)는 왕골을 이용하여 꽃무늬 등을 수놓은 돗자리이다. 신라때부터 시작되었다. 용, 호랑이, 원앙, 봉황, 학, 매화, 모란 등 수복(壽福) ·부귀(富貴) 등을 표현했다. 꽃돗자리 , 꽃자리라고도 하는데, 화문석은 화석(花席)과는 다르다. 고려 시대에는 인삼과 함께 품질이 뛰어났다. 중국과 일본에도 화문석이 수출되었다.

## 역사
고려 초에 요(遼)나라에 보내는 특산품 중 용수초석(龍鬚草席)이 있었으며, 송(宋)나라 사람들도 고려의 화문석을 매우 귀중하게 소장하는 등 중국 등지에서 각광을 받았다. 조선시대에도 ≪세종실록≫·≪해동역사(海東繹史)≫·≪통문관지(通文館志)≫ 등 문헌에 중국ㆍ일본 등에 보내는 화문석에 대한 기술이 보인다. 당시 꽃자리 이외에 다른 화문석을 생산한 지방은 영남의 예안ㆍ안동으로, 주로 왕골을 짜서 거래하였다. 취급기관은 장흥고(長興庫)로서 각 지방으로부터 필요한 수량을 거두어 들였다.

## 종류
화문석의 종류는 문양에 따라 불렀는데 용수초지석 외에 오채용문석(五彩龍紋席)·용문염석(龍紋簾席)·오조용문석(五爪龍紋席)·만화석(滿花席)·각색세화석(各色細花席)·채화석(菜花席)·잡채화석(雜彩花席)·황화석(黃花席)·화석(花席)·별문석(別文席)·국화석(菊花席) 등 여러 가지 별칭이 있다. 용수초지석이란 이름은 왕골이 용의 수염처럼 된 데서 생긴 이름이며, 오채용문석은 다섯 가지 색으로 짠 용무늬 꽃자리이고, 오조용문석은 다섯 개의 발톱이 달린 용무늬 꽃자리이며 그밖에 무늬의 화문석은 문양이 생긴 모양에서 붙여진 이름이다.

## 제작

### 염색
염색의 기본색으로 적색은 꽃분홍에 노랑을 친다. 청색은 파랑에 노랑을 친다. 자적색(紫赤色)은 자주색 그대로 들인다. 황색은 노란색에 분홍을 곁들인다. 남색은(藍色) 남물에 들인다. 흑색은 자주에 분홍을 곁들인다. 백색은 빽빽이풀(마령초)을 건조시킨 다음 이슬에 맞혀 바래면 백색이 된다. 염색된 왕골은 음지에서 말린다.

### 엮기법
엮기법은 원형·4각·6각·장방형엮기·무늬엮기·3올치기 등과 자리를 엮기 위한 고드래걸치기·휘갑치기 등의 과정이 있으며, 크게 노경엮기법〔露經疎織法〕과 은경엮기법〔隱經密織法〕으로 나눌 수 있다. 완초화문석은 염색한 완초(왕골)로 무늬에 따라 뜸으로 박아 엮는 꽃자리로, 날을 고드렛돌에 감아 가루장목에 늘여 놓고 자리날을 대면서 날실이 겉으로 드러나게 엮어 나가는 것이고, 등메는 그 제작방법이 구전으로 전해오는데, 백석을 만드는 백석장(白席匠)과 무늬를 만드는 화문장(花紋匠)으로 분업화되었다고 한다. 등메는 돗자리틀에 날을 건 다음 날 사이에 바늘대로 골을 걸어서 좌우 각 두 번씩 넣어 바디로 짜 올라가는 것이 백석이다. 백석에 무늬를 놓고 부들로 맨 자리를 내공석(內供席)으로 하여 화석(花席) 밑에 받치고 가를 남색단으로 꾸미면 등메가 완성된다.

### 문양
노경소직에 사용되는 문양은 기하적 문양과 회화적인 문양, 문자문양이 있다. 기하학문양은 완자문양ㆍ떡살문양이 많이 사용되는데 화문석의 가장자리에 표현되는 문양이다. 회화적인 문양은 봉황문ㆍ쌍학문ㆍ원앙문ㆍ장미문ㆍ오리문ㆍ십장생문ㆍ연꽃문ㆍ경회루문ㆍ야자수문 등이 있는데 화문석의 중앙에 많이 사용된다. 문자문양은 그 종류가 매우 많은데 대개 길상(吉相) 문자로 수복(壽福)ㆍ부귀(富貴)ㆍ수복강녕(壽福康寧)ㆍ부귀다남(富貴多男)ㆍ쌍희(雙囍)자문 등이 있다.
은경밀직에 사용되는 문양 또한 기하학문양과 회화적인 문양, 문자문양이 있다. 기하학문양에는 완자문양ㆍ떡살문양ㆍ기(己)자문양ㆍ색동문양ㆍ거북등문양 등이 있다. 회화적인 문양에는 이리문ㆍ신부신랑문ㆍ장고문ㆍ광대문ㆍ꽃문ㆍ태극문ㆍ가마문ㆍ꾀꼬리문ㆍ원앙문ㆍ십장생문ㆍ연못문 등 다양하다. 문자문양은 수복(壽福)문ㆍ부귀문ㆍ쌍희자문ㆍ태극문 등이 있으며, 이밖에도 구상에 따라 여러 가지 문양을 설계하여 표현할 수 있다.

## 같이 보기
- 초고장 - 화문석을 짜는 기능인
- 돗자리
- 화석(花席)
- 채문석(採紋席)

1. ↑  《요사》 권14 〈본기〉14, 통화(統和) 26년 5월 7일(병인)